# ヘンリー・グレイディ
ヘンリー・フランシス・グレイディ（Henry Francis Grady, 1882年2月12日 - 1957年9月14日）は、アメリカ合衆国の外交官、官僚である。

## 生涯
1882年2月12日、グレイディはカリフォルニア州サンフランシスコで、ジョン・ヘンリー・グレイディ (John Henry Grady) とエレン・ローク (Ellen Rourke) の息子として誕生。コロンビア大学で経済学の博士号取得。
1921年にハーバート・フーヴァー商務長官の下で経済担当の補佐官を務め、1939年8月から1941年1月までは国務次官補を務めた。
1947年7月から1948年6月まで駐インド大使、1948年5月から1948年6月まで駐ネパール公使、1948年7月から1950年6月まで駐ギリシャ大使、1950年7月から1951年9月まで駐イラン大使を歴任。
1957年9月14日、大洋航路船プレジデント・ウィルソン号で太平洋を航行中に心臓麻痺で死去。グレイディの遺体はカリフォルニア州コルマのホーリークロス墓地へ埋葬されている。